# Papoušek žlutočelý
Papoušek žlutočelý (Poicephalus flavifrons) je druh papouška z čeledi papouškovitých. Řadí se do rodu Poicephalus.

## Výskyt

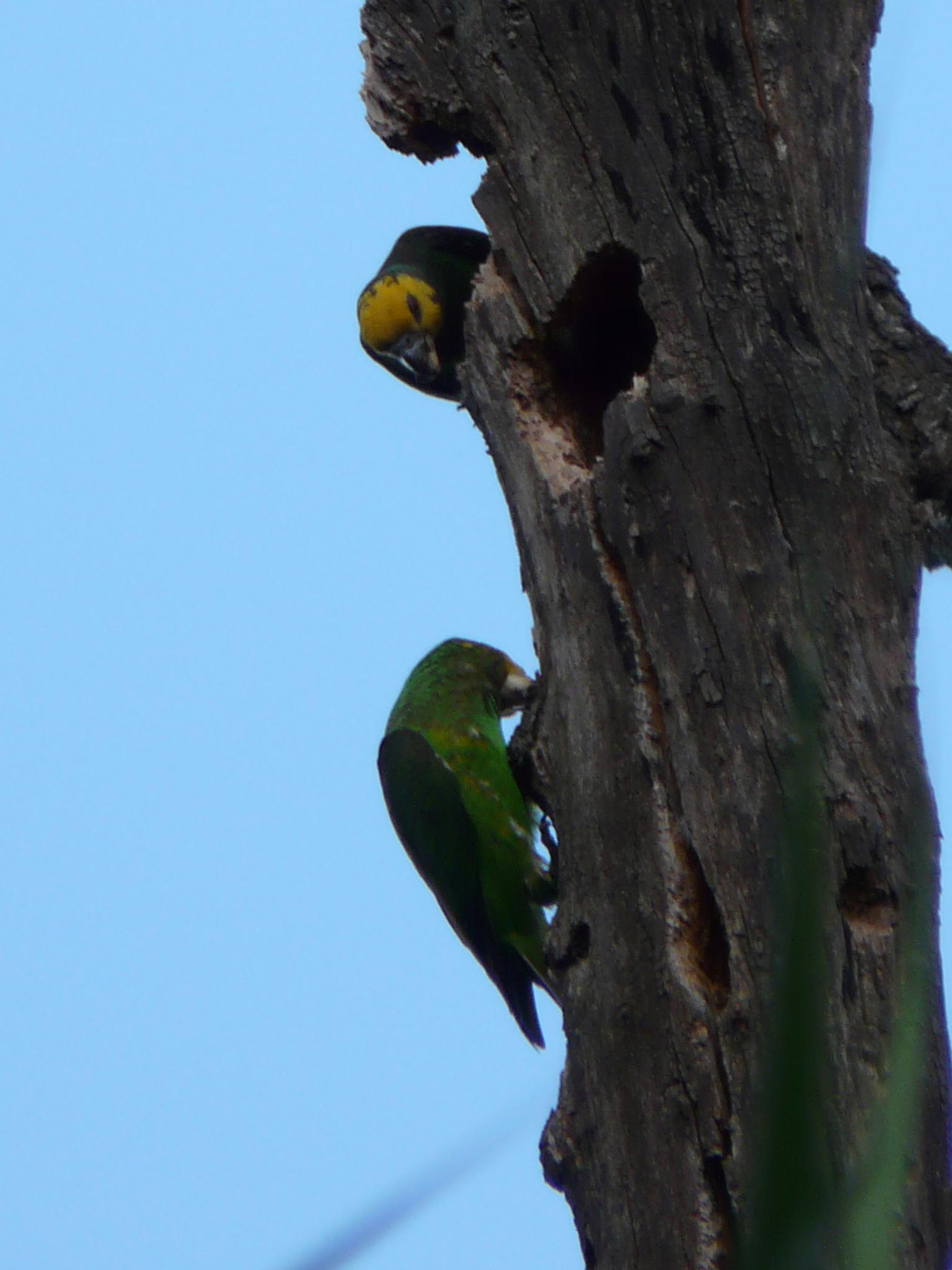
Dospělý (nahoře) a mladý (dole) papoušek žlutočelý

Papoušek žlutočelý se vyskytuje ve východní Africe. Je endemickým druhem v Etiopii, žije na Etiopské vysočině ve vysokých nadmořských výškách, a ve výšce mezi 1 000 až 3 000 metry nad mořem. Na rozdíl od ostatních papoušků z rodu Poicephalus žije převážně v lesích.

## Poddruhy
Papoušek žlutočelý se dělí na dva poddruhy, někdy je však považován za monotypický taxon.
- Poicephalus flavifrons aurantiiceps – žije v jihozápadní Etiopii; na rozdíl od základního druhu nemá žlutou, ale oranžovou hlavu
- Poicephalus flavifrons flavifrons – žije ve střední Etiopii, na Etiopské vysočině kolem jezera Tana

## Popis
Papoušek žlutočelý je vysoký 28 cm. Svým zbarvením připomíná spíše amazoňany; až na hlavu je celý zbarvený zeleně; hlava je převážně žlutá, což je netypické pro ostatní papoušky z rodu Poicephalus, u kterých je většinou hlava šedá. Rovněž v jeho křídlech a v ocase se vyskytuje několik per černé barvy. Zepředu je též papoušek světlejší než zezadu. Jeho nohy jsou šedočerné, horní strana zobáku černá, dolní strana zobáku růžová, oční duhovka jasně oranžová. Kolem oka je zřetelně viditelný oční kroužek, který je šedý až černý. Mezi samcem a samicí neexistuje žádný zřetelný pohlavní dimorfismus, pouze mláďata jsou odlišná zelenou až šedou hlavou.

## Chování
Papoušek žlutočelý je společenský papoušek, vyskytující se v párech nebo ve skupinách až do dvaceti jedinců. Jeho zvuky jsou podobné hlasitým skřekům. Vždy se vrací na stejný strom, na kterém každou noc spí. Žije často ve společnosti papoušíků etiopských.

## Chov
Papoušek žlutočelý se v chovech vyskytuje jen velmi vzácně, přestože nejde o ohrožený druh. V chovech výrazně převažují samci. 